# B&H 항공
B&H 항공(영어: B&H Airlines)은 보스니아 헤르체고비나의 국영 항공사로 총 4개 노선을 취항하고 있다. 본사는 보스니아 헤르체고비나 사라예보 위치해 있으며 1994년에 설립했다. 또한 사용하고 있는 허브 공항으로 사라예보 국제공항이 있다.
이 항공사의 경우 보스니아 헤르체고비나 정부가 지분을 보유하고 있으며 이 외에도 터키항공가 지분을 보유하고 있다.

## 운항 노선
- 2015년 1월 현재 B&H 항공은 다음과 같은 노선을 운항하고 있다.[2]

### 유럽
세르비아
- 베오그라드 - 베오그라드 국제공항

덴마크
- 코펜하겐 - 코펜하겐 공항

보스니아 헤르체고비나
- 사라예보 - 사라예보 국제공항 허브
- 바냐루카 - 바냐루카 국제공항 거점 도시

스위스
- 취리히 - 취리히 공항

### 코드쉐어 협정
- B&H 항공은 다음과 같은 항공사와 코드쉐어 협정을 체결하고 있다.

| - 에어 세르비아 |

## 보유 기종
- 2015년 1월 기준으로 B&H 항공은 다음과 같은 기종을 보유하고 있으며 평균 기령은 18.3년이다.[3][4][5]

| 기종       | 대수 | 주문 | 승객 |
| ---------- | ---- | ---- | ---- |
| ATR 72–212 | 2    | 0    | 66   |

## 같이 보기
- 사라예보 국제공항
- 바냐루카 국제공항
- 터키항공